# العلاقات الأفغانية البيروية
العلاقات الأفغانية البيروفية هي العلاقات الثنائية التي تجمع بين أفغانستان وبيرو.

## مقارنة بين البلدين
هذه مقارنة عامة ومرجعية للدولتين:
| وجه المقارنة                                              | أفغانستان                    | بيرو                                   |
| --------------------------------------------------------- | ---------------------------- | -------------------------------------- |
| المساحة (كم2)                                             | 652.23 ألف                   | 1.29 مليون                             |
| عدد السكان (نسمة)                                         | 34.94 مليون                  | 32.16 مليون                            |
| الكثافة السكانية (ن./كم²)                                 | 53.57                        | 24.93                                  |
| العاصمة                                                   | كابل                         | ليما                                   |
| اللغة الرسمية                                             | اللغة البشتوية، اللغة الدرية | اللغة الإسبانية، اللغة الأيمرية، كتشوا |
| العملة                                                    | أفغاني                       | سول بيروفي جديد                        |
| الناتج المحلي الإجمالي (بليون دولار)                      | 20.82 مليار                  | 211.39 مليار                           |
| الناتج المحلي الإجمالي (تعادل القوة الشرائية) بليون دولار | 62.62 مليار                  | 393.13 مليار                           |
| الناتج المحلي الإجمالي الاسمي للفرد دولار أمريكي          | 594                          | 6.03 ألف                               |
| الناتج المحلي الإجمالي للفرد دولار أمريكي                 | 1.93 ألف                     | 11.99 ألف                              |
| مؤشر التنمية البشرية                                      | 0.479                        | 0.740                                  |
| رمز المكالمات الدولي                                      | +93                          | +51                                    |
| رمز الإنترنت                                              | .af                          | .pe                                    |
| المنطقة الزمنية                                           | ت ع م+04:30                  | توقيت بيرو، 00                         |

## منظمات دولية مشتركة
يشترك البلدان في عضوية مجموعة من المنظمات الدولية، منها:
| علم المنظمة | اسم المنظمة                               | تاريخ انضمام أفغانستان | تاريخ انضمام بيرو |
| ----------- | ----------------------------------------- | ---------------------- | ----------------- |
|             | وكالة ضمان الاستثمار متعدد الأطراف        | 16 يونيو 2003          | 2 ديسمبر 1991     |
|             | منظمة الشرطة الجنائية الدولية             | ?                      | ?                 |
|             | منظمة حظر الأسلحة الكيميائية              | ?                      | ?                 |
|             | الأمم المتحدة                             | 19 نوفمبر 1946         | 31 أكتوبر 1945    |
|             | مؤسسة التمويل الدولية                     | 23 سبتمبر 1957         | 20 يوليو 1956     |
|             | يونسكو                                    | 4 مايو 1948            | 21 نوفمبر 1946    |
|             | مؤسسة التنمية الدولية                     | 2 فبراير 1961          | 30 أغسطس 1961     |
|             | البنك الدولي للإنشاء والتعمير             | 14 يوليو 1995          | 31 ديسمبر 1945    |
|             | المركز الدولي لتسوية المنازعات الاستشارية | 25 يوليو 1968          | 8 سبتمبر 1993     |
|             | الاتحاد البريدي العالمي                   | ?                      | ?                 |
|             | الاتحاد الدولي للاتصالات                  | 12 أبريل 1928          | 12 يوليو 1915     |

## وصلات خارجية
- موقع وزارة الخارجية الأفغانية
- موقع وزارة الخارجية البيروفية